# Merolonche spinea
Merolonche spinea là một loài bướm đêm trong họ Noctuidae.